# 城北病院
城北病院（じょうほくびょういん）は、公益社団法人石川勤労者医療協会が石川県金沢市京町に設置する病院。

## 概要
救急告示病院。一般病床224床、医療療養病床90床を備え、血液浄化センターにも透析病床29床を備える。
厚生労働省指定基幹型臨床研修病院、公益財団法人日本医療機能評価機構による病院評価は3rdG:Ver.2.0（4回目、2018年10月5日認定、2023年9月21日認定有効期限）。ISO9001（2005年 認証取得）。
全日本民主医療機関連合会（民医連）に加盟している。
2020年6月1日に病棟の建て替えが完了し、全面稼働した。

## 診療科
（この節の出典）
- 内科
- 呼吸器内科
- 循環器内科
- 消化器内科
- 神経内科
- 外科
- 呼吸器外科
- 消化器外科
- 肛門外科
- 整形外科
- 精神科
- アレルギー科
- リウマチ科
- 小児科
- 皮膚科
- 泌尿器科
- 婦人科
- 眼科
- 気道食道科
- リハビリテーション科
- 放射線科
- 麻酔科
- 病理診断科

## 医療機関の認定
（この節の出典）
- 保険医療機関
- 労災保険指定医療機関
- 指定自立支援医療機関（更生医療）
- 身体障害者福祉法指定医の配置されている医療機関
- 精神保健福指定医の配置されている医療機関
- 生活保護法指定医医療機関
- 結核指定医療機関
- 原子爆弾被害者医療指定医療機関
- 公害医療機関
- 臨床研修病院・診療所
- 臨床修練指定病院・診療所
- DPC対象病院
- 無料低額診療事業実施医療機関

## 差額ベッド料（個室料）について
病院の理念により、すべての病室で差額ベッド料を徴収していない。

## 外国語対応
（この節の出典）
- 英語：母国語レベル
- 中国語：母国語レベル
- 韓国語・朝鮮語：母国語レベル
- ポルトガル語：母国語レベル
- スペイン語：母国語レベル
- タイ語：母国語レベル
- インドネシア語：母国語レベル
- タガログ語：母国語レベル
- ベトナム語：母国語レベル
- フランス語：母国語レベル
- ロシア語：母国語レベル

## 患者会
（この節の出典）
以下の8つの患者会がある。
- 成人気管支喘息（わかば会）
- 小児アレルギー（ももたろう倶楽部）

- 慢性腎不全（あすなろ会）
- 脳卒中（青葉会）
- 糖尿病（みのり会）
- がん術後（いきる会）
- 骨粗しょう症（こつこつ倶楽部）
- 模擬患者会（のぞみ会） - （医療者や医系学生と患者のコミュニケーションの質的向上を目指した学習組織）外部リンク：模擬患者会とは？

## 併設施設
- 病児保育室 はっぴ～
  - 金沢市の乳幼児健診支援一時預かり事業を行うの病児保育室。看護師、保育士が担当。（小学6年生までの子ども、定員6名）

## 交通アクセス
- JR金沢駅から金沢ふらっとバス（此花ルート）「京町」停留所降車。
- JR金沢駅から北鉄バス（鳴和増泉線）「浅野町小学校前」停留所降車。

## 周辺
- 浅野保育所
- 金沢市立浅野町小学校
- 石動信用金庫金沢支店
- 整形外科米澤病院